# Litchfield Park, Arizona
Litchfield Park je grad u američkoj saveznoj državi Arizona. Prema popisu stanovništva iz 2010. u njemu je živjelo 5.476 stanovnika.